# Circle II Circle
Circle II Circle é uma banda estadunidense de power metal, heavy metal e metal progressivo que surgiu em Tampa, Flórida. Foi formada por Zachary Stevens (ex-Savatage) em 2001.

## História
Por um período de oito anos (1992 a agosto de 2000), Zachary Stevens foi o vocalista do Savatage. Depois de quatro álbuns com o grupo, saiu em 2000, alegando razões familiares. Durante o inverno de 2002/2003 Zak iniciou seu retorno, co-escrita (com o ex-vocalista do Savatage, Jon Oliva, e guitarrista, Chris Caffery) as músicas para o álbum de estréia Watching in Silence.
Devido a desentendimentos entre os membros da banda e Zak e produtor/gerente de Dan Campbell, todos os membros da banda saíram após o álbum Watching in Silence. Eles foram rapidamente recrutados por Jon Oliva para formar sua banda, Jon Oliva's Pain.
O terceiro lançamento da banda é um álbum conceitual, chamado Burden of Truth, baseado em torno do conceito de descendentes de Jesus. Foi lançado em 13 de outubro de 2006.
Seu quinto disco foi Consequence of Power, lançado em 2010.
Em 2016 faleceu o ex-baterista Adam Sagan, que gravou o álbum Seasons Will Fall de 2013, vítima de um linfoma.

## Membros

### Atuais
- Zachary Stevens - vocal - (2001 – presente)
- Paul Michael "Mitch" Stewart - baixo - (2003 – presente)
- Bill Hudson - guitarra - (2012- presente)
- Christian Wentz - guitarra - (2012 - presente)
- Henning Wanner - teclado - (2012 - presente)
- Marcelo Moreira - bateria - (2015 - presente)

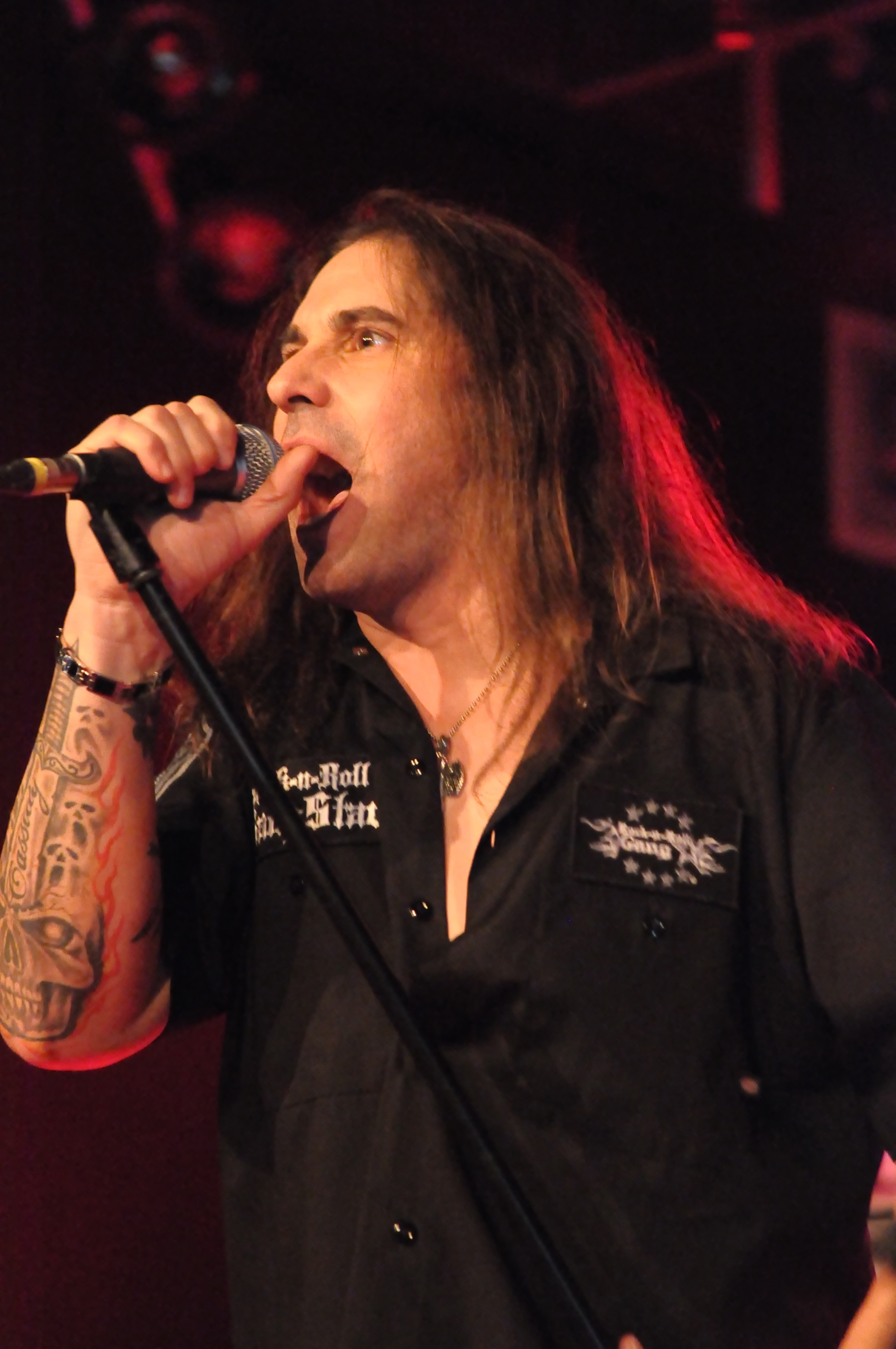
Zak Stevens
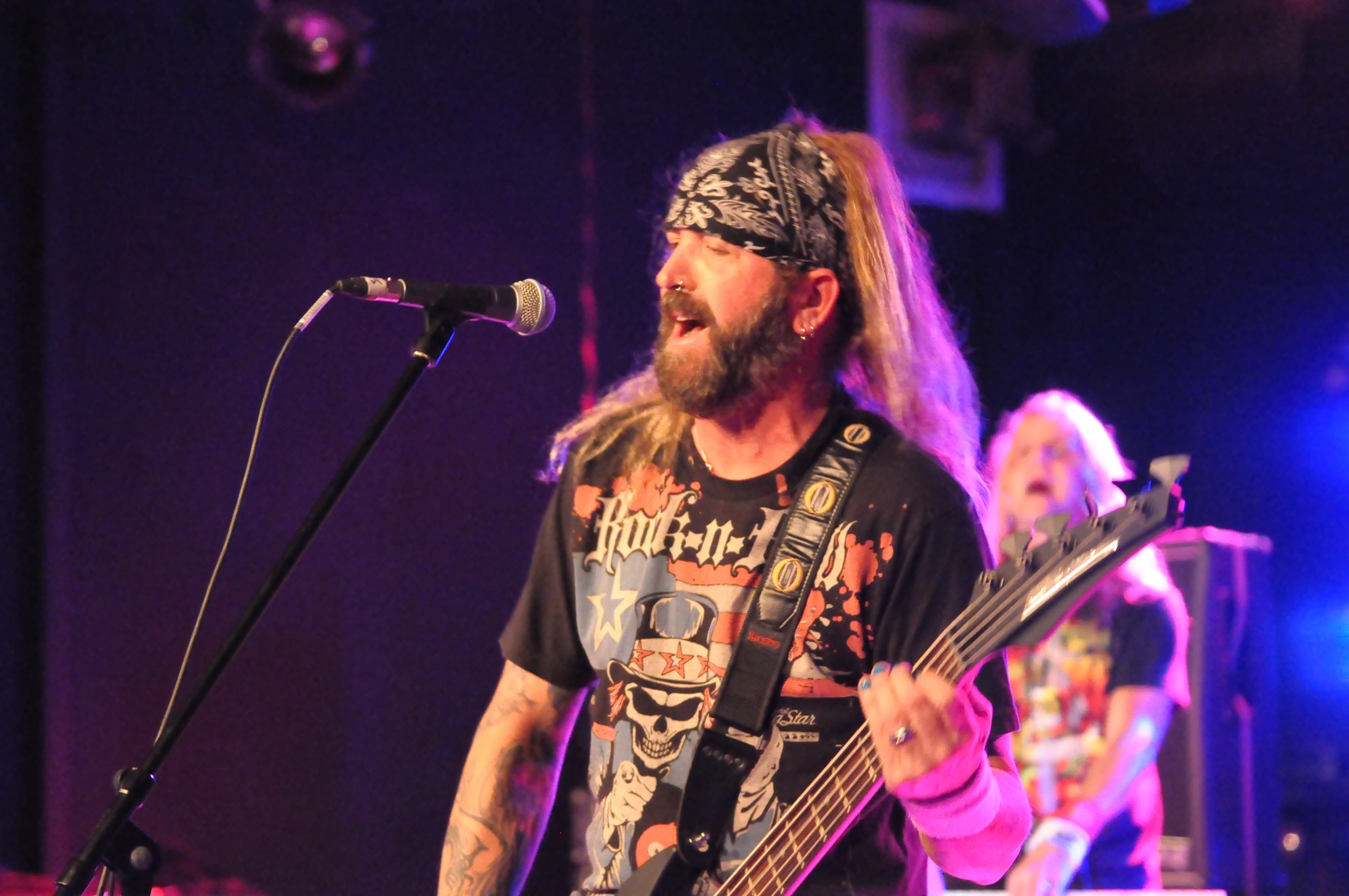
Paul Michael "Mitch" Stewart
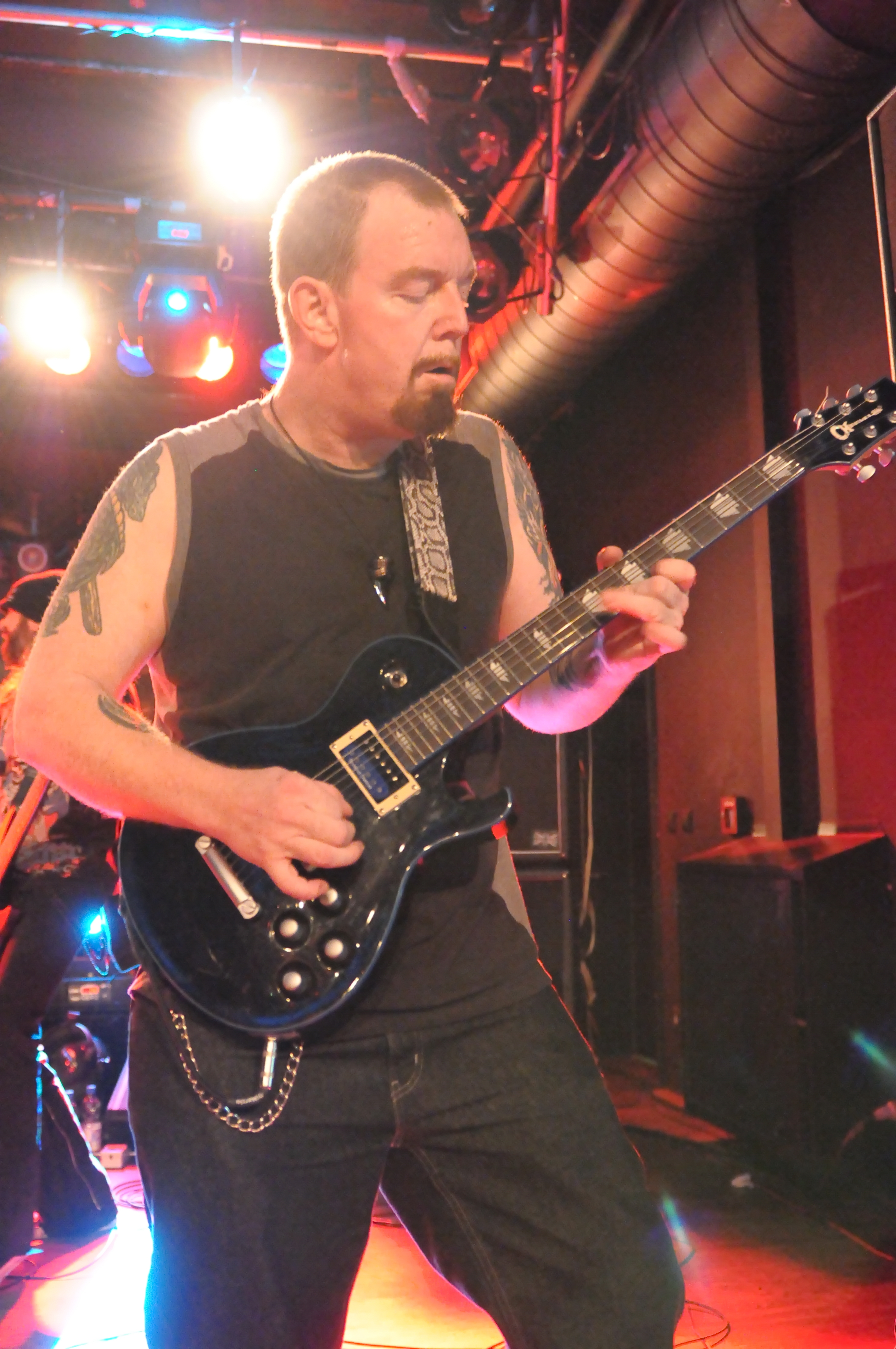
Marc Pattison
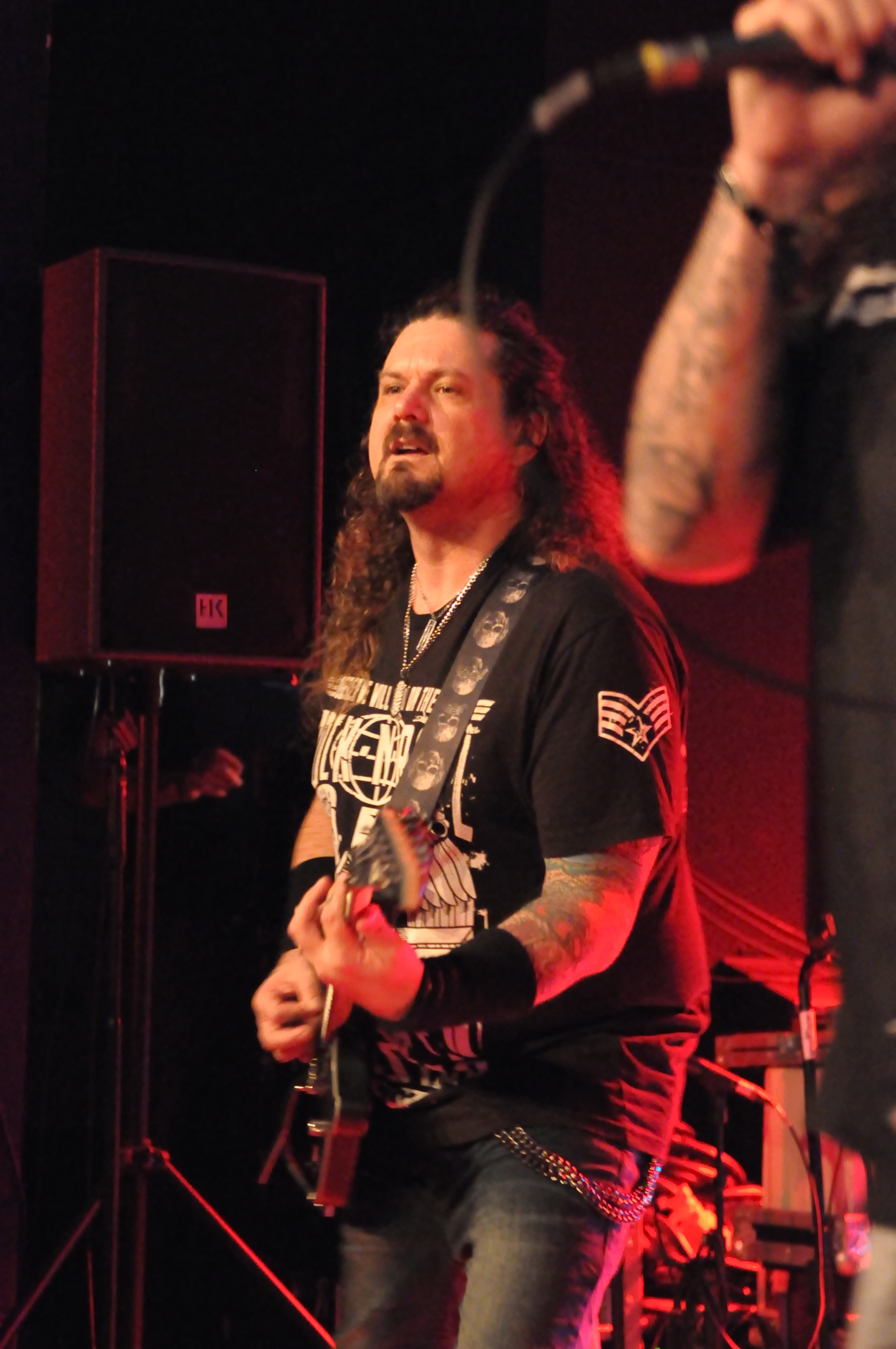
Christian Wentz
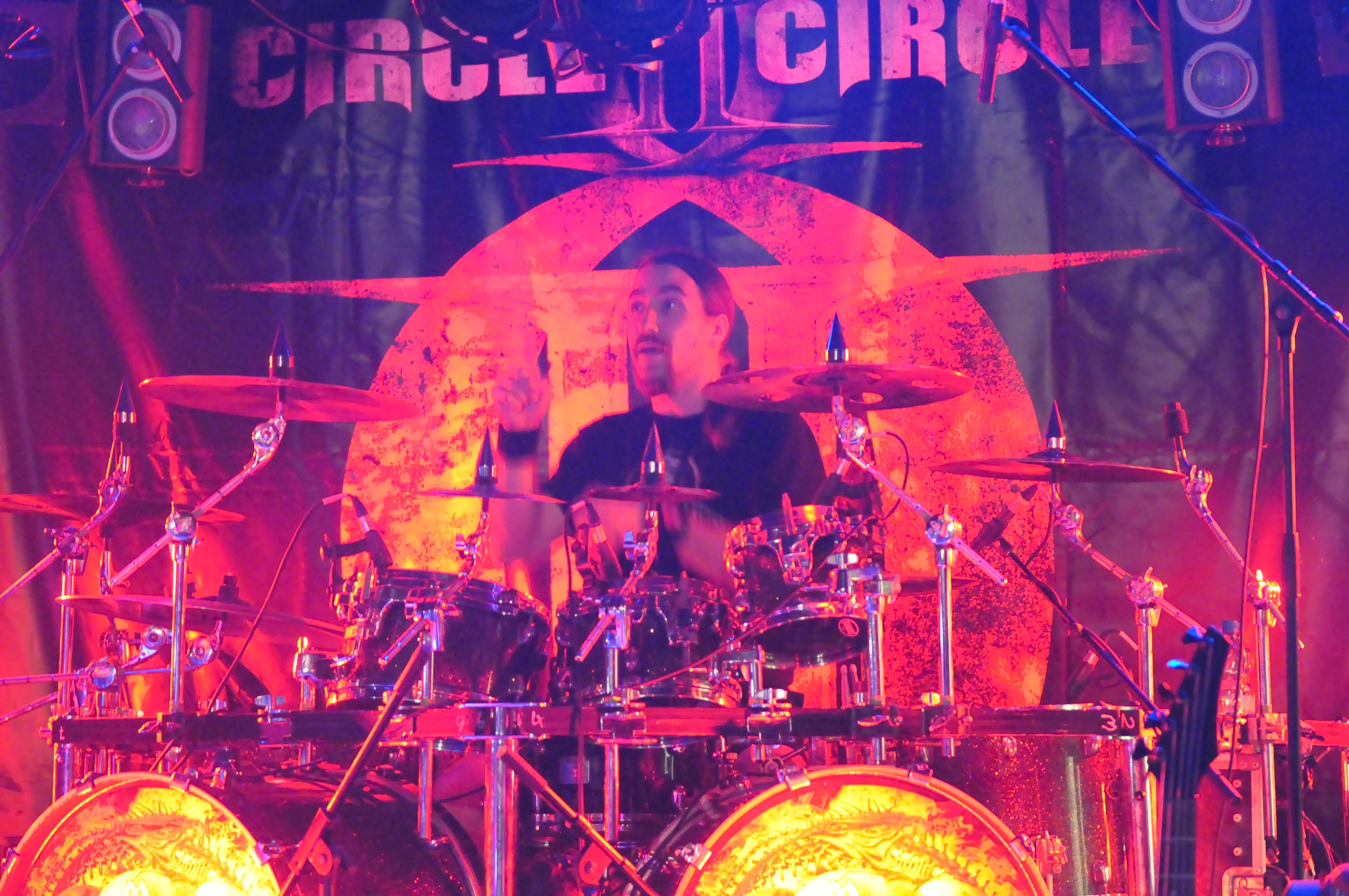
Adam Sagan
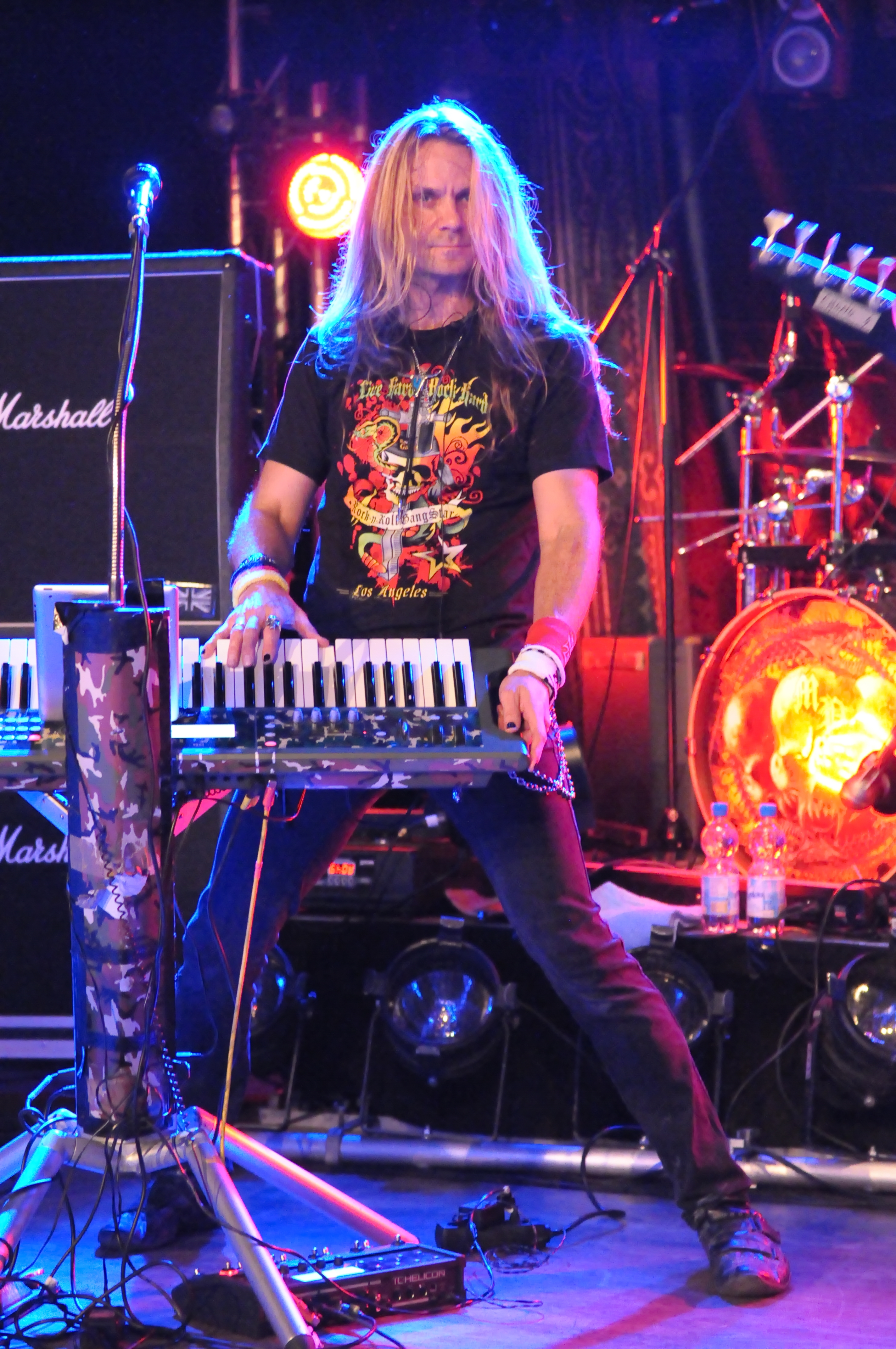
Henning Wanner

### Ex-integrantes
- Shane French − guitarra  (2001–2003)
- Evan Christopher - guitarra (2003–2008)
- Bill Hudson - guitarra (2008–2009)
- Matt LaPorte − guitarra (2001–2003)
- Andrew Lee - guitarra (2003-2010)
- Tom McDyne − guitarra (2004)
- Rollie Feldman - guitarra (2010 – 2011)
- Marc Pattison - guitarra (2014-2015)
- Kevin Rothney − baixo (2001–2003)
- John Zahner − teclado (2001–2003)
- Oliver Palotai - teclado (2006–2007)
- Chris Kinder − bateria (2001–2003)
- Tom Drennan - bateria (2003–2009)
- Johnny Osborn - bateria - (2009 – 2011)
- Adam Sagan - bateria - (2012 - 2015)

### Membros convidados
- Oliver Palotai - teclado (2004)

## Discografia
Álbuns de estúdio
- Watching in Silence (2003)
- The Middle of Nowhere (2005)
- Burden of Truth (2006)
- Delusions of Grandeur (2008)
- Consequence of Power (2010)
- Seasons Will Fall (2013)
- Reign of Darkness (2015)

EP's
- All That Remains (2005)
- Revelations (2006)
- Every Last Thing (2008)

Álbum ao vivo
- Bootleg Live at Wacken 2012 (2014)

Coletânea
- Full Circle: The Best of Circle II Circle (2012)